# NINKU -忍空- (ゲームボーイ)
『NINKU -忍空-』は1995年7月14日に発売されたゲームボーイ用ソフトの対戦型格闘ゲーム。桐山光侍の漫画及びテレビアニメ『NINKU -忍空-』のゲーム作品。製作はトミー（現:タカラトミー）。スーパーゲームボーイ対応。

## 概要
『NINKU -忍空-』の初のゲーム作品。ストーリーは原作漫画を再現しており、原作3巻（麒麟との戦い）までと舞台をしている。

## モード
物語
ストーリーモード。
対戦
忍空戦はCPUと対戦し、試達境はスーパーゲームボーイ使用で2人で対戦する。
おまけ
オプションモード。

## 登場キャラクター
松正からポチまでは対戦モードのみ使用可能。なお、隠しキャラクターである陽紅とポチは原作4巻以降の登場で物語モードには登場せず、ゲスト扱いである。
風助（ふうすけ）
本作の主人公で、元・忍空組1番隊の隊長「子忍」。
藍朓（あいちょう）
元・忍空組10番隊の隊長「酉忍」。物語モードでは寿行戦から加入する。
橙次（とうじ）
元・忍空組6番隊の隊長「巳忍」。物語モードでは影戦から加入する。
松正（まつまさ）
黄愁ファミリーの一人で、元・忍空組6番隊副隊長補佐。
物語モードでは2回戦う事になる。
習画（しゅうが）
黄愁ファミリーの一人。
黄愁（こうしゅう）
黄愁ファミリーのリーダーで、元・忍空組6番隊副隊長。
寿行（じゅぎょう）
忍空狼の一人で、元・忍空組8番隊隊員。にやけた顔をしている。
原作漫画とは違って死亡はしないが、風助または藍朓に敗れた後は橙次の居場所を教える。
影（かげ）
忍空狼の麒麟部隊副狼長。
麒麟（きりん）
忍空狼の麒麟部隊狼長で、元・忍空組10番隊副隊長。藍朓のかつての部下で、本名は「浜地（はまじ）」。
物語モードの最終ボスであるが、2回戦う事になる。
陽紅（ようこう）
隠しキャラクター。忍空狼の副将軍で、元・忍空組5番隊副隊長。別名「紅（くれない）」。
ポチ
隠しキャラクター。忍空の里を守るために鍛えられた犬。

### その他のキャラクター
里穂子（りほこ）
橙次の妹。
ヒロユキ
橙次が飼っているペンギン。
朱利（しゅり）、結花（ゆか）
空腹の風助を助けた兄妹。
悪戯小僧
風助を落とし穴で悪戯をする3人組。
マザー
心の家の創始者で、両親を失った孤児達と住んでいる。なお、夏ちゃん（夏子）は本作品には登場しない。